# الاتحاد الدولي لبولو الإبل
الاتحاد الدولي لبولو الإبل هو الجهة الراعية للعبة بولو الإبل حيث يدير اللعبة في جميع أنحاء العالم، تم إنشائه من قِبل المنظمة الدولية للإبل يوم الخميس الموافق 16 يناير 2020، ومقره الرياض.

## التأسيس
تأسس الاتحاد خلال اجتماع الجمعية العمومية التأسيسية للاتحاد الدولي لبولو الإبل، بمشاركة 29 دولة وأعلن خلال الاجتماع وبعد تصويت الدول المشاركة تزكية فهد بن فلاح بن حثلين رئيساً للاتحاد لمدة 4 أعوام.
هناك خمسة مراكز اعتمدها الاتحاد تهتم بقطاع الإبل في عدة جوانب الإعلام والتحكيم والوساطة في منازعات الإبل ومزادات الإبل بالإضافة لسلالاتها ودراساتها وأبحاثها.
خلال الاجتماع التأسيسي للاتحاد الدولي لبولو الإبل أعلن عن إقامة البطولة الدولية الأولى لبولو الإبل خلال شهر فبراير المقبل في مدينة العلا.
يعتبر الاتحاد أول اتحاد دولي معني بقطاع الإبل حيث اعتمد على إنشاء 5 مراكز دولية تهتم بالإبل في جوانب عدة وهي: الإعلام والتحكيم والوساطة في منازعات الإبل ومزادات الإبل وسلالاتها ودراساتها وأبحاثها.
شهد الاجتماع الإعلان عن إقامة البطولة الدولية الأولى لبولو الإبل خلال شهر فبراير المقبل في مدينة العلا، وتعد أول بطولة في تاريخ المملكة العربية السعودية تقام تحت رعاية الاتحاد السعودي للبولو الذي تم تشكيله في مطلع عام 2020.